# 638
Évszázadok: 6. század – 7. század – 8. század
Évtizedek: 580-as évek – 590-es évek – 600-as évek – 610-es évek – 620-as évek – 630-as évek – 640-es évek – 650-es évek – 660-as évek – 670-es évek – 680-as évek
Évek: 633 – 634 – 635 – 636 –  637 – 638 – 639 – 640 – 641 – 642 – 643

## Események

### Közel-Kelet
- Az arabok elfoglalják Kaiszareiát és Askelónt, befejezve ezzel Palesztina megszállását.
- Az arabok Hálid ibn al-Valíd vezetésével betörnek Anatóliába és jelentősebb bizánci ellenállás nélkül végigfosztogatják Kilikiát és Kappadókia egy részét. Örményországban is előrenyomulnak, elesik Edessza és Amida.
- Aszály és utána éhínség pusztít Arábiában. A frissen megszállt Szíriában és Palesztinában kitör a pestis. I. Omár kalifa leállítja a hódításokat, a palesztinai hadsereg vezetőjét, Abú Ubajdát kinevezi Szíria kormányzójává, Hálid ibn al-Valídot pedig visszarendeli Medinába és azzal az indokkal, hogy a hadizsákmányt saját szakállára osztogatta, leváltja a hadsereg éléről.
- Omár kalifa bevezeti a muszlim időszámítást, amelyet Abú Múszá al-Asharí dolgozott ki és amely Mohamed Medinába érkeztével (622) kezdődik.

### Bizánci Birodalom
- Hérakleiosz császár augustusi rangot és társuralkodói státuszt ad második feleségétől, Martinától született 12 éves fiának, Hérakleónasznak azzal, hogy halála után együtt uralkodjon elsőszülöttjével, Kónsztantinosszal.
- Hérakleiosz kiadja Ekthészisz c. rendeletét arról, hogy a birodalom hivatalos vallása a monothelétista (miszerint Jézusnak két, emberi és isteni természete, de egy akarata volt) ortodoxia.
- Meghal I. Szergiosz konstantinápolyi pátriárka, aki a monothelétizmus lelkes támogatója volt. Utóda, Pürrhosz, szintén ezen irányzat híve.
- Meghal a monothelétista I. Honorius pápa. Utódjául Severinust választják, aki azonban ellenzi az új teológiát, emiatt Hérakleiosz császár egészen 640-ig nem hagyja jóvá megválasztását és a pápa nem foglalhatja el a hivatalát.

### Ázsia
- Március 22. - a burmai időszámítás kezdete.
- Szongcen Gampo tibeti császár kínai hercegnőt kér feleségül, de visszautasítják. Mivel azt hiszi, hogy a kínai vazallus Tujühun kánja, Muzsong Nouhepo mesterkedése áll a visszautasítás hátterében, nagy sereggel betör Tujühunba és a szomszédos kínai tartományba. Miután legyőzi ez ellene küldött kínai sereg előőrsét, békét javasol és Tang Taj-cung császár ezúttal elküldi számára feleségül Vencseng hercegnőt.

## Halálozások
- március 11. - Szophróniosz, jeruzsálemi pátriárka
- október 12. – I. Honorius, pápa
- december 9. - I. Szergiosz, konstantinápolyi pátriárka

## Fordítás
- Ez a szócikk részben vagy egészben  a(z)   638 című angol Wikipédia-szócikk ezen változatának fordításán alapul.  Az eredeti cikk szerkesztőit annak laptörténete sorolja fel. Ez a jelzés csupán a megfogalmazás eredetét és a szerzői jogokat jelzi, nem szolgál a cikkben szereplő információk forrásmegjelöléseként.